# Френсіс Лангфорд
Джулія Френсіс Лангфорд (англ. Julia Frances Langford, 4 квітня 1913 — 11 липня 2005) — американська актриса, радіоведуча та співачка.

## Біографія
Народилася у Флориді в родині Васко Клівленда Лангфорді та його дружини Анни Реї Ньюберн. З юності захоплювалася музикою і планувала стати оперною співачкою, але в підсумку піддалася тодішнім музичним тенденціям і взяла напрям у сторону поп-музики. Виступаючи як співачки на танцювальних майданчиках вона потрапила під увагу місцевого бізнесмена, який взяв її на своє радіо. Добившись певного успіху в даному напрямку, Лангфорд переїхала в Нью-Йорк, де відбувся її акторський дебют на Бродвеї, а в 1931 році вона влаштувалася в Голлівуді, занявшись розвитком своєї кар'єри в кіно, а також продовжуючи виступи в популярних радіошоу Луелла Парсонс, Діка Пауелла і Дона Амічі.
Кінокар'єра актриси була в основному пов'язана з музичними картинами, серед яких «Народжена танцювати» (1936), «Занадто багато дівчат» (1940), «Янкі Дудл Денді» (1942) і «Це армія» (1943). З початком Другої світової війни Лангфорд вступила в Об'єднані організації обслуговування, беручи участь в організації дозвілля військовослужбовців як у США, так і за її межами. Її виступи проходила на багатьох військових базах у Європі, Північній Африці та південній частині Тихого Океану.
Завершивши на початку 1950-х акторську кар'єру, Лангфорд присвятила час своїм хобі: веслуванню і спортивному рибальству. Разом зі своїм першим чоловіком, актором Джоном Холом, вона пожертвувала частину земель власного маєтку в Дженсен-Біч для тематичного парку, названого її ім'ям — «Langford Park». Зі своїм другим чоловіком, Ральфом Евінрюдом, вона відкрила ресторан, стилізований у полінезійському стилі, у яких при цьому сама періодично давала виступи. У 1989 році Лангфорд знову брала участь у кампанії Об'єднаних організацій обслуговування, виступивши разом із Бобом Гоупом перед військовослужбовцями в Перській затоці.
У 1994 році, через вісім років після смерті другого чоловіка, вона вийшла заміж за колишнього помічника секретаря в цивільних справах ВВС США Гарольда С. Стюарта, з яким провела залишок своїх днів. Останні роки життя Ленгфорд мала проблеми зі здоров'ям, які часто супроводжувалися госпіталізації. Вона померла в липні 2005 року у своєму будинку в Дженсен-Біч від серцевої недостатності у віці 92 років. Згідно її побажанням, вона була кремована, а прах розвіяний біля берегів Флориди, недалеко від місці її проживання. Її внесок у кіноіндустрію США відзначений зіркою на Голлівудській Алеї Слави.